# McLaren MP4-17
McLaren MP4-17 – samochód Formuły 1 zaprojektowany przez Adriana Neweya i Neila Oatleya i skonstruowany przez McLarena na sezon 2002. Uczestniczył także w sezonie 2003 jako McLaren MP4-17D.

## McLaren MP4-17
Ze względu na fakt, iż na sezon 2002 przepisy FIA nie zostały znacznie zmienione w stosunku do poprzedniego roku, MP4-17 był ewolucją modelu MP4-16. Zmiany obejmowały przedni spojler – który był znacznie cieńszy od dołu, co miało ułatwić zasysanie powietrza pod monokokiem – a także obszar przedniego zawieszenia i tylną część nadwozia. Samochód był napędzany przez zupełnie nowy silnik Mercedes FO110M. McLaren postanowił natomiast zmienić opony na Michelin.
Model został zaprezentowany 19 stycznia 2002 roku na torze Circuit de Catalunya, a jego kierowcami byli David Coulthard oraz Kimi Räikkönen, który zastąpił Mikę Häkkinena. Model nie był jednak konkurencyjny w stosunku do Ferrari F2002 i odniósł w sezonie 2002 jedno zwycięstwo.

## McLaren MP4-17D
Po sezonie 2002 McLaren rozwijał dwa projekty: jeden z nich, prowadzony pod kierunkiem Neila Oatleya, zakładał dalszy rozwój MP4-17, by model ten mógł uczestniczyć w zależności od potrzeb co najmniej w pięciu Grand Prix sezonu 2003. Było to możliwe, ponieważ przepisy na rok 2002 nie zmieniły się. Sztab Adriana Neweya był natomiast odpowiedzialny za projekt zupełnie nowego, radykalnego MP4-18.
MP4-18 nigdy nie wystartował w wyścigu, ponieważ nie zaliczył testów zderzeniowych oraz był awaryjny, głównie mając problemy z przegrzewaniem. Wskutek tego model MP4-17D uczestniczył w całym sezonie 2003. McLaren osiągnął lepsze wyniki niż w poprzednim roku, a Kimi Räikkönen był drugi w klasyfikacji kierowców ze stratą dwóch punktów do Michaela Schumachera.

## Wyniki w Formule 1
| Legenda oznaczeń w tabelach wyników Wyświetl szablon na nowej stronie | Legenda oznaczeń w tabelach wyników Wyświetl szablon na nowej stronie                                                                     |
| Oznaczenie                                                            | Wyjaśnienie |
| --------------------------------------------------------------------- | --- |
| Złoty                                                                 | Zwycięzca lub mistrzostwo |
| Srebrny                                                               | 2. miejsce lub wicemistrzostwo |
| Brązowy                                                               | 3. miejsce lub II wicemistrzostwo |
| Zielony                                                               | Ukończył, punktował (w klasyfikacji generalnej, gdy zdobył co najmniej jeden punkt na przestrzeni sezonu, poza trzema powyższymi opcjami) |
| Niebieski                                                             | Ukończył, nie punktował (w klasyfikacji generalnej, gdy nie zdobył co najmniej jednego punktu na przestrzeni sezonu)                      |
| Czerwony                                                              | Nie zakwalifikował się (NZ) |
| Czerwony                                                              | Nie prekwalifikował się (NPK) |
| Różowy                                                                | Nie ukończył (NU) |
| Różowy                                                                | Niesklasyfikowany (NS) (w klasyfikacji generalnej, gdy nie został sklasyfikowany w żadnym wyścigu sezonu)                                 |
| Czarny                                                                | Zdyskwalifikowany (DK) |
| Czarny                                                                | Wykluczony (WYK/EX) |
| Biały                                                                 | Nie wystartował (NW) |
| Biały                                                                 | Kontuzjowany (K/INJ) |
| Biały                                                                 | Wyścig odwołany (OD/C) |
| Bez koloru                                                            | Został wycofany (WYC/WD) |
| Bez koloru                                                            | Nie przybył (NP/DNA) |
| Bez koloru                                                            | Nie brał udziału w treningach (NT/DNP) |
| Bez koloru                                                            | Nie został zgłoszony (–) |
| Pogrubienie                                                           | Start z pole position |
| Kursywa                                                               | Najszybsze okrążenie wyścigu |
| †                                                                     | Nie ukończył, ale jego rezultat został zaliczony ze względu na przejechanie więcej niż 90% dystansu wyścigu.                              |
| *                                                                     | Sezon w trakcie |
| 1/2/3                                                                 | Punktowana pozycja w sprincie kwalifikacyjnym                                                                                             |
| Lista systemów punktacji Formuły 1                                    | |

| Sezon | Zespół                | Silnik   | Kierowcy        | Wyniki w poszczególnych eliminacjach | Wyniki w poszczególnych eliminacjach | Wyniki w poszczególnych eliminacjach | Wyniki w poszczególnych eliminacjach | Wyniki w poszczególnych eliminacjach | Wyniki w poszczególnych eliminacjach | Wyniki w poszczególnych eliminacjach | Wyniki w poszczególnych eliminacjach | Wyniki w poszczególnych eliminacjach | Wyniki w poszczególnych eliminacjach | Wyniki w poszczególnych eliminacjach | Wyniki w poszczególnych eliminacjach | Wyniki w poszczególnych eliminacjach | Wyniki w poszczególnych eliminacjach | Wyniki w poszczególnych eliminacjach | Wyniki w poszczególnych eliminacjach | Wyniki w poszczególnych eliminacjach | Wyniki kierowców | Wyniki kierowców | Wyniki konstruktora | Wyniki konstruktora |
| 2002  |                       |          |                 | Australia                            | Malezja                              | Brazylia                             | San Marino                           | Hiszpania                            | Austria                              | Monako                               | Kanada                               | Unia Europejska                      | Wielka Brytania                      | Francja                              | Niemcy                               | Węgry                                | Belgia                               | Włochy                               | Stany Zjednoczone                    | Japonia                              | Pkt.             | Msc.             | Pkt.                | Msc.                |
| ----- | --------------------- | -------- | --------------- | ------------------------------------ | ------------------------------------ | ------------------------------------ | ------------------------------------ | ------------------------------------ | ------------------------------------ | ------------------------------------ | ------------------------------------ | ------------------------------------ | ------------------------------------ | ------------------------------------ | ------------------------------------ | ------------------------------------ | ------------------------------------ | ------------------------------------ | ------------------------------------ | ------------------------------------ | ---------------- | ---------------- | ------------------- | ------------------- |
| 2002  | West McLaren Mercedes | Mercedes | David Coulthard | NU                                   | NU                                   | 3                                    | 6                                    | 3                                    | 6                                    | 1                                    | 2                                    | NU                                   | 10                                   | 3                                    | 5                                    | 5                                    | 4                                    | 7                                    | 3                                    | NU                                   | 41               | 5                | 65                  | 3                   |
| 2002  | West McLaren Mercedes | Mercedes | Kimi Räikkönen  | 3                                    | NU                                   | 12                                   | NU                                   | NU                                   | NU                                   | NU                                   | 4                                    | 3                                    | NU                                   | 2                                    | NU                                   | 4                                    | NU                                   | NU                                   | NU                                   | 3                                    | 24               | 6                | 65                  | 3                   |
| 2003  |                       |          |                 | Australia                            | Malezja                              | Brazylia                             | San Marino                           | Hiszpania                            | Austria                              | Monako                               | Kanada                               | Unia Europejska                      | Francja                              | Wielka Brytania                      | Niemcy                               | Węgry                                | Włochy                               | Stany Zjednoczone                    | Japonia                              |                                      | Pkt.             | Msc.             | Pkt.                | Msc.                |
| 2003  | West McLaren Mercedes | Mercedes | David Coulthard | 1                                    | NU                                   | 4                                    | 5                                    | NU                                   | 5                                    | 7                                    | NU                                   | 15                                   | 5                                    | 5                                    | 2                                    | 5                                    | NU                                   | NU                                   | 3                                    |                                      | 51               | 7                | 142                 | 3                   |
| 2003  | West McLaren Mercedes | Mercedes | Kimi Räikkönen  | 3                                    | 1                                    | 2                                    | 2                                    | NU                                   | 2                                    | 2                                    | 6                                    | NU                                   | 4                                    | 3                                    | NU                                   | 2                                    | 4                                    | 2                                    | 2                                    |                                      | 91               | 2                | 142                 | 3                   |